# Villa Rica
Villa Rica – miasto w Stanach Zjednoczonych, w stanie Georgia, w hrabstwie Carroll.